# Rhododendron decipiens
Rhododendron decipiens är en ljungväxtart som beskrevs av Charles Carmichael Lacaita. Rhododendron decipiens ingår i släktet rododendron, och familjen ljungväxter. Inga underarter finns listade i Catalogue of Life.